# Flaujagues
Flaujagues – miejscowość i gmina we Francji, w regionie Nowa Akwitania, w departamencie Żyronda.
Według danych na rok 1990 gminę zamieszkiwało 466 osób, a gęstość zaludnienia wynosiła 60 osób/km² (wśród 2290 gmin Akwitanii Flaujagues plasuje się na 736. miejscu pod względem liczby ludności, natomiast pod względem powierzchni na miejscu 1219.).